# Neal Hallford
Neal Hallford (Sapulpa, Oklahoma, 1966. október 17. –) amerikai videójáték-tervező, író, forgatókönyvíró, és független filmrendező. Legismertebb munkái a Betrayal at Krondor, a Dungeon Siege és a Champions of Norrath című játékok.

## Élete
Gyerekkorában asztma és allergia kínozta, így azt gyakorlatilag a négy fal közt élte le, s ekkoriban ismerkedett meg a szerepjátékok világával. Egyetemista korára kinőtte betegségeit, ekkoriban számtalan dologba fogott: több kar előadásait is látogatta, Galactic Gazette néven sci-fi magazint készített, és DJ-ként dolgozott a helyi KTOW-rádióállomásnál. Emellett a RESULTS nevű globalizáció-ellenes szervezet hangos támogatója volt, mely miatt egy ideig megfigyelés alatt állt. Egyetemi évei alatt látta a Háborús játékok című filmet, ennek hatására kezdett el BASIC-et tanulni, és ekkor jött az elhatározás, hogy számítógépes szerepjátékokat készít majd.
1990-ben, tanulmányai befejeztével a New World Computing kínált neki állást, ahol első feladata a Tunnels & Trolls című japán fantasy-szerepjáték angol verziójának elkészítése lett. Ezt sikeresen teljesítette, sőt "Dreams of the Dragon" címmel önszorgalomból készített hozzá egy tippgyűjteményt is. Ezután elkészíthette első igazi saját játékát, a Planet’s Edge-t, mely nem volt nagy siker, de a sci-fi-fantasy sikerét látva megkapta a lehetőséget a Might and Magic III megtervezésére és történetírására.
1992-ben aztán kilépett a cégtől, és az írói példaképe, Raymond E. Feist története alapján fejlesztett játékhoz hívták a Dynamix-hoz: ez volt a Betrayal at Krondor. A szerepjáték hatalmas siker lett, négy évvel később kiadott könyvváltozata, a "Krondor: The Betrayal" pedig nemkülönben. Ennek hatására elkezdte készíteni a folytatást, mely Thief of Dreams munkacímen futott, de ennek fejlesztéséből hamarosan kiszállt, mert a Krondor kiadója, a Sierra Entertainment és Raymond E. Feist között a viták hatására először visszavonták a Krondor-licencet, majd történetíró társát, John Cuttert is elbocsátották. Kilépett a Dynamix-tól, és otthon, Oklahomában kezdett internetes vállalkozásokba fogni. 1995-ben aztán Raymond E. Feist egy újonnan alapított céghez hívta, a 7th Level-hez, hogy elkészítsék a Betrayal at Krondor hivatalos folytatását, ez volt a Return to Krondor. Az eredeti Thief of Dreams-t a Sierra befejezte és kiadta Betrayal at Antara címen, de nagyot bukott; Hallfordék folytatása pedig pénzügyi gondok miatt félkész maradt – azt éppen a Sierra vette meg és fejeztette be.
1995-ben ismerte meg későbbi feleségét, Jana Ondrechen újságírónőt, akivel egy terroristák által kisiklatott vonat drámája közben találkozott október 9-én. Hallford talált meg két bizonyítékot is a helyszínen hátramaradt négyből, melyből be tudták azonosítani az elkövetőket.
1997-ben tért vissza a játékiparba, de szigorúan csak szabadúszóként: a Cavedog számára fejlesztette Ron Gilbert kérésére az Elysium című szürreális fantázia-szerepjátékot, mely pénzügyi gondok miatt végül nem jelent meg. Ekkor a cég másik játékát, az Amen: The Awakening-et fejlesztette, de rövid idő múlva ebből is kiszállt, és otthagyta a Cavedog-ot. Ezután több helyen is megfordult, míg végül kikötött a Gas Powered Games-nél. Itt hatalmas szerepet vállalt a Dungeon Siege elkészítésében, sőt írt hozzá egy regényt, valamint feleségével együtt társszerzője volt a "Swords & Circuity" című könyvnek, mely egyfajta játékfejlesztői tankönyv. Ezután ideiglenesen elhagyta a Microsoft-ot, hogy megcsinálhassa a Sony-nál a Champions of Norrath című játékot, majd visszatért a Dungeon Siege II fejlesztése céljából.
Ezt követően ismét más munkákba fogott, többek között részt vett a Neopets és a Supreme Commander megalkotásában, valamint a Golden Axe remake-jében, újabban pedig internetes játékok fejlesztésében közreműködik.

## Munkássága

### Videójátékok
- Tunnels & Trolls: Crusaders of Khazan (1990) – New World Computing
- Might and Magic III (1992) – New World Computing
- Planet's Edge (1992) – New World Computing
- Betrayal at Krondor (1993) – Dynamix
- Return to Krondor (1998) – Sierra Entertainment
- Dungeon Siege (2002) – Microsoft Game Studios
- Lords of Everquest (2003) – Sony Online Entertainment
- Champions of Norrath (2004) – Sony Online Entertainment
- Dungeon Siege II (2005) – Microsoft Game Studios
- Neopets: Petpet Adventures: The Wand of Wishing (2006) – Sony Computer Entertainment America
- Supreme Commander – (2007) – Electronic Arts
- Golden Axe – (2007) Sega
- X-Life: Driven – (2009) X-Life Games
- X-Life: Babangar Blues – (2009) X-Life Games
- Veer – (2012) Hands On Entertainment

### Könyvek
- Krondor: the Betrayal (1999) (szerzőtársak: Raymond E. Feist és John Cutter)
- Swords & Circuitry: A Designer's Guide to Computer Role-Playing Games (2001) (szerzőtárs: Jana Hallford)
- The Derailment of the Sunset Limited (2012)

### Filmek
- Beauty and the Beast: 20 Years of Remembering (2007)

### Rádiójátékai
- Shadow of the Bulldog Man (1984) – KTOW Radio
- Calls Waiting (1987) – KTOW Radio
- The October Harvest (1989) – KTOW Radio